# Чемпионат мира по шоссейным велогонкам 2022 — групповая гонка (мужчины)
Групповая гонка среди мужчин на чемпионате мира по шоссейному велоспорту 2022 года прошла 25 сентября в австралийском городе Вуллонгонг. Победу одержал бельгийский велогонщик Ремко Эвенепул.

## Участники
Страны-участницы определялись на основании мировом рейтинге UCI по странам по состоянию на 17 августа 2022 года.
Максимальное количество гонщиков в команде не могло превышать 8 человек. Помимо этого вне квоты могли участвовать действующие чемпион мира и чемпионы континентальных чемпионатов. Этим правом воспользовались действующий чемпион мира француз Жулиан Алафилипп, а также чемпион Океании новозеландец Джеймс Фоуч. Среди вышедших на старт гонщиков впервые был представитель Ватикана на чемпионатах мира. Всего участие приняло 169 участников из 50 стран.
| Национальные сборные (50)- Франция - Эквадор - Бельгия - Испания - Нидерланды - Словения - Дания - Великобритания - Колумбия - Австралия - Италия - Швейцария - Норвегия - Германия - Эритрея - США - Португалия - ЮАР - Канада - Новая Зеландия - Польша - Чехия - Австрия - Казахстан - Латвия - Люксембург - Венгрия - Украина - Аргентина - Словакия - Монголия - Япония - Литва - Швеция - Панама - Греция - Марокко - Израиль - Узбекистан - Турция - Бразилия - Руанда - Таиланд - Сербия - Гонконг - Китай - Республика Корея - Монако - Мальта - Ватикан |
| |

| Франция FRA | Франция FRA      | Франция FRA |
| ----------- | ---------------- | ----------- |
| №           | Гонщик           | Место       |
| 1           | Жюлиан Алафилипп | 51-й        |
| 2           | Бенуа Конфруа    | 26-й        |
| 3           | Бруно Армирайл   | DNF         |
| 4           | Кристоф Лапорт   | 2-й         |
| 5           | Флориан Сенешаль | 90-й        |
| 6           | Павел Сиваков    | 101-й       |
| 7           | Квентин Пачер    | 80-й        |
| 8           | Ромен Барде      | 22-й        |
| 9           | Валантен Мадуа   | 29-й        |

| Эквадор ECU | Эквадор ECU      | Эквадор ECU |
| ----------- | ---------------- | ----------- |
| №           | Гонщик           | Место       |
| 10          | Джонатан Нарваэс | 32-й        |

| Бельгия BEL | Бельгия BEL       | Бельгия BEL |
| ----------- | ----------------- | ----------- |
| №           | Гонщик            | Место       |
| 11          | Яспер Стёйвен     | 47-й        |
| 12          | Натан Ван Хойдонк | 43-й        |
| 13          | Питер Серри       | DNF         |
| 14          | Квинтен Херманс   | 34-й        |
| 15          | Ремко Эвенепул    | 1-й         |
| 16          | Стан Девулф       | 98-й        |
| 17          | Ваут Ван Арт      | 4-й         |
| 18          | Ив Лампарт        | 48-й        |

| Испания ESP | Испания ESP         | Испания ESP |
| ----------- | ------------------- | ----------- |
| №           | Гонщик              | Место       |
| 19          | Эдуард Прадес       | 87-й        |
| 20          | Гоцон Мартин        | DNF         |
| 21          | Иван Гарсия Кортина | 11-й        |
| 22          | Хесус Эскерра       | 75-й        |
| 23          | Марк Солер          | 82-й        |
| 24          | Ойер Лазкано        | DNF         |
| 25          | Роджер Адриа        | 77-й        |
| 26          | Урко Берраде        | DNF         |

| Нидерланды NED | Нидерланды NED    | Нидерланды NED |
| -------------- | ----------------- | -------------- |
| №              | Гонщик            | Место          |
| 27             | Бауке Моллема     | 25-й           |
| 28             | Дан Хооле         | 99-й           |
| 29             | Дилан Ван Барле   | 27-й           |
| 30             | Ян Маас           | 61-й           |
| 31             | Матье Ван дер Пул | DNF            |
| 32             | Паскаль Энкхорн   | 28-й           |
| 33             | Тако Ван дер Хорн | DNF            |
| 34             | Ваут Пулс         | 81-й           |

| Словения SLO | Словения SLO  | Словения SLO |
| ------------ | ------------- | ------------ |
| №            | Гонщик        | Место        |
| 35           | Давид Пер     | DNF          |
| 36           | Домен Новак   | DNF          |
| 37           | Яка Приможич  | 68-й         |
| 38           | Ян Поланц     | 30-й         |
| 39           | Ян Тратник    | 12-й         |
| 40           | Тадей Погачар | 19-й         |

| Дания DEN | Дания DEN             | Дания DEN |
| --------- | --------------------- | --------- |
| №         | Гонщик                | Место     |
| 41        | Александер Камп       | 57-й      |
| 42        | Антон Чармиг          | 70-й      |
| 43        | Якоб Фульсанг         | 56-й      |
| 44        | Магнус Корт Нильсен   | 35-й      |
| 45        | Маттиас Скельмосе     | 10-й      |
| 46        | Микаэль Мёркёв        | 55-й      |
| 47        | Миккель Бьерг         | 92-й      |
| 48        | Миккель Фролих Хоноре | 15-й      |

| Великобритания GBR | Великобритания GBR | Великобритания GBR |
| ------------------ | ------------------ | ------------------ |
| №                  | Гонщик             | Место              |
| 49                 | Бен Свифт          | 79-й               |
| 50                 | Бен Талэтт         | 14-й               |
| 51                 | Бен Тёрнер         | 100-й              |
| 52                 | Коннор Свифт       | 103-й              |
| 53                 | Итан Хейтер        | 9-й                |
| 54                 | Фред Райт          | 53-й               |
| 55                 | Джейк Стюарт       | 102-й              |
| 56                 | Люк Роу            | DNF                |

| Колумбия COL | Колумбия COL          | Колумбия COL |
| ------------ | --------------------- | ------------ |
| №            | Гонщик                | Место        |
| 57           | Харольд Техада        | DNF          |
| 58           | Хуан Себастьян Молано | DNF          |
| 59           | Наиро Кинтана         | 66-й         |
| 60           | Родриго Контрерас     | DNF          |
| 61           | Серхио Игита          | 31-й         |
| 62           | Уилсон Пенья Молано   | 93-й         |

| Австралия AUS | Австралия AUS    | Австралия AUS |
| ------------- | ---------------- | ------------- |
| №             | Гонщик           | Место         |
| 63            | Бен О’Коннор     | DNF           |
| 64            | Хайнрих Хаусслер | 67-й          |
| 65            | Джей Хиндли      | 49-й          |
| 66            | Лукас Плапп      | DNF           |
| 67            | Люк Дарбридж     | DNF           |
| 68            | Майкл Мэттьюс    | 3-й           |
| 69            | Николас Шульц    | 91-й          |
| 70            | Саймон Кларк     | 50-й          |

| Италия ITA | Италия ITA          | Италия ITA |
| ---------- | ------------------- | ---------- |
| №          | Гонщик              | Место      |
| 71         | Альберто Беттиоль   | 8-й        |
| 72         | Андреа Баджоли      | 46-й       |
| 73         | Давиде Баллерини    | 63-й       |
| 74         | Эдоардо Аффини      | DNF        |
| 75         | Лоренцо Рота        | 13-й       |
| 76         | Маттео Трентин      | 5-й        |
| 77         | Никола Кончи        | 33-й       |
| 78         | Самуэле Баттистелла | 85-й       |

| Швейцария SUI | Швейцария SUI    | Швейцария SUI |
| ------------- | ---------------- | ------------- |
| №             | Гонщик           | Место         |
| 79            | Фабиан Линхард   | 89-й          |
| 80            | Мауро Шмид       | 17-й          |
| 81            | Сильван Дилье    | 38-й          |
| 82            | Симон Пелло      | 88-й          |
| 83            | Стефан Биссеггер | DNF           |
| 84            | Штефан Кюнг      | 20-й          |

| Норвегия NOR | Норвегия NOR        | Норвегия NOR |
| ------------ | ------------------- | ------------ |
| №            | Гонщик              | Место        |
| 85           | Александер Кристофф | 6-й          |
| 86           | Андерс Скорсетх     | 41-й         |
| 87           | Андреас Лекнесунд   | 94-й         |
| 88           | Расмус Тиллер       | 16-й         |
| 89           | Свен Эрик Бюстрём   | 37-й         |
| 90           | Тобиас Фосс         | 84-й         |

| Германия GER | Германия GER     | Германия GER |
| ------------ | ---------------- | ------------ |
| №            | Гонщик           | Место        |
| 91           | Георг Циммерман  | DNF          |
| 92           | Янник Штаймле    | 72-й         |
| 93           | Йонас Кох        | DNF          |
| 94           | Мигель Хайдеманн | DNF          |
| 95           | Нико Денц        | DNF          |
| 96           | Никиас Арндт     | 52-й         |

| Эритрея ERI | Эритрея ERI            | Эритрея ERI |
| ----------- | ---------------------- | ----------- |
| №           | Гонщик                 | Место       |
| 97          | Амануэль Гебрезгабихир | DNF         |
| 98          | Биньям Гирмай          | 54-й        |
| 99          | Хенок Мулубрхан        | DNF         |
| 100         | Мерхави Кудус          | 69-й        |
| 101         | Меткель Эйоб           | DNF         |
| 102         | Натнаэль Тесфацион     | DNF         |

| США USA | США USA         | США USA |
| ------- | --------------- | ------- |
| №       | Гонщик          | Место   |
| 103     | Киган Суэнсон   | 73-й    |
| 104     | Кайл Мёрфи      | DNF     |
| 105     | Магнус Шеффилд  | 78-й    |
| 106     | Нильсон Паулесс | 18-й    |
| 107     | Скотт Макгилл   | 86-й    |

| Португалия POR | Португалия POR     | Португалия POR |
| -------------- | ------------------ | -------------- |
| №              | Гонщик             | Место          |
| 108            | Иву Оливейра       |                |
| 109            | Жуан Педру Алмейда |                |
| 110            | Нелсон Оливейра    |                |
| 111            | Руи Оливейра       |                |

| ЮАР RSA | ЮАР RSA             | ЮАР RSA |
| ------- | ------------------- | ------- |
| №       | Гонщик              | Место   |
| 112     | Дэрил Импи          | 74-й    |
| 113     | Густав Бассон       | DNF     |
| 114     | Марк Оливер Притцен | DNF     |

| Канада CAN | Канада CAN        | Канада CAN |
| ---------- | ----------------- | ---------- |
| №          | Гонщик            | Место      |
| 115        | Дерек Джи         | DNF        |
| 116        | Маттео Даль-Чин   | DNF        |
| 117        | Николас Жуковский | 36-й       |
| 118        | Пьер-Андре Коте   | DNF        |

| Новая Зеландия NZL | Новая Зеландия NZL | Новая Зеландия NZL |
| ------------------ | ------------------ | ------------------ |
| №                  | Гонщик             | Место              |
| 119                | Джеймс Фоуч        |                    |

| Польша POL | Польша POL            | Польша POL |
| ---------- | --------------------- | ---------- |
| №          | Гонщик                | Место      |
| 120        | Лукаш Овсян           | 96-й       |
| 121        | Мацей Боднар          | DNF        |
| 122        | Станислав Аниолковски | 76-й       |

| Чехия CZE | Чехия CZE      | Чехия CZE |
| --------- | -------------- | --------- |
| №         | Гонщик         | Место     |
| 123       | Ян Хирт        | DNF       |
| 124       | Михаэль Кукрле | 59-й      |
| 125       | Зденек Штыбар  | 42-й      |

| Австрия AUT | Австрия AUT         | Австрия AUT |
| ----------- | ------------------- | ----------- |
| №           | Гонщик              | Место       |
| 126         | Феликс Галль        | 97-й        |
| 127         | Себастьян Шёнбергер | 40-й        |
| 128         | Тобиас Байер        | 62-й        |

| Казахстан KAZ | Казахстан KAZ   | Казахстан KAZ |
| ------------- | --------------- | ------------- |
| №             | Гонщик          | Место         |
| 129           | Алексей Луценко | 24-й          |
| 130           | Вадим Пронский  | DNF           |
| 131           | Юрий Натаров    | DNF           |

| Латвия LAT | Латвия LAT     | Латвия LAT |
| ---------- | -------------- | ---------- |
| №          | Гонщик         | Место      |
| 132        | Эмилс Лиепиньш | 58-й       |

| Люксембург LUX | Люксембург LUX  | Люксембург LUX |
| -------------- | --------------- | -------------- |
| №              | Гонщик          | Место          |
| 133            | Боб Юнгельс     | 45-й           |
| 134            | Колин Хедершейд | DNF            |
| 135            | Кевин Генитц    | 21-й           |
| 136            | Люк Виртген     | 95-й           |

| Венгрия HUN | Венгрия HUN    | Венгрия HUN |
| ----------- | -------------- | ----------- |
| №           | Гонщик         | Место       |
| 137         | Аттила Вальтер | 23-й        |

| Украина UKR | Украина UKR         | Украина UKR |
| ----------- | ------------------- | ----------- |
| №           | Гонщик              | Место       |
| 138         | Виталий Новаковский | DNF         |
| 139         | Виталий Буц         | DNF         |

| Аргентина ARG | Аргентина ARG      | Аргентина ARG |
| ------------- | ------------------ | ------------- |
| №             | Гонщик             | Место         |
| 140           | Эдуардо Сепульведа | 71-й          |

| Словакия SVK | Словакия SVK  | Словакия SVK |
| ------------ | ------------- | ------------ |
| №            | Гонщик        | Место        |
| 141          | Юрай Саган    | DNF          |
| 142          | Марек Канецки | 65-й         |
| 143          | Матуш Шточек  | 64-й         |
| 144          | Петер Саган   | 7-й          |

| Монголия MGL | Монголия MGL             | Монголия MGL |
| ------------ | ------------------------ | ------------ |
| №            | Гонщик                   | Место        |
| 145          | Билгуунджаргал Эрдэнэбат | DNF          |
| 146          | Джамбальямц Сайнбаяр     | DNF          |

| Япония JPN | Япония JPN   | Япония JPN |
| ---------- | ------------ | ---------- |
| №          | Гонщик       | Место      |
| 147        | Юкия Арасиро | 39-й       |

| Литва LTU | Литва LTU        | Литва LTU |
| --------- | ---------------- | --------- |
| №         | Гонщик           | Место     |
| 148       | Венантас Лашинис | DNF       |

| Швеция SWE | Швеция SWE        | Швеция SWE |
| ---------- | ----------------- | ---------- |
| №          | Гонщик            | Место      |
| 149        | Тобиас Людвигссон | DNF        |

| Панама PAN | Панама PAN       | Панама PAN |
| ---------- | ---------------- | ---------- |
| №          | Гонщик           | Место      |
| 150        | Боливар Эспиноса | DNF        |
| 151        | Кристофер Хурадо | DNF        |

| Греция GRE | Греция GRE       | Греция GRE |
| ---------- | ---------------- | ---------- |
| №          | Гонщик           | Место      |
| 152        | Георгиос Боуглас | DNF        |

| Марокко MAR | Марокко MAR    | Марокко MAR |
| ----------- | -------------- | ----------- |
| №           | Гонщик         | Место       |
| 153         | Ахраф Эд Догми | DNF         |

| Израиль ISR | Израиль ISR | Израиль ISR |
| ----------- | ----------- | ----------- |
| №           | Гонщик      | Место       |
| 154         | Гай Сагив   | DNF         |

| Узбекистан UZB | Узбекистан UZB      | Узбекистан UZB |
| -------------- | ------------------- | -------------- |
| №              | Гонщик              | Место          |
| 155            | Муроджон Халмуратов | DNF            |

| Турция TUR | Турция TUR   | Турция TUR |
| ---------- | ------------ | ---------- |
| №          | Гонщик       | Место      |
| 156        | Мустафа Саяр | DNF        |

| Бразилия BRA | Бразилия BRA    | Бразилия BRA |
| ------------ | --------------- | ------------ |
| №            | Гонщик          | Место        |
| 157          | Николас Сесслер | DNF          |

| Руанда RWA | Руанда RWA      | Руанда RWA |
| ---------- | --------------- | ---------- |
| №          | Гонщик          | Место      |
| 158        | Эрик Манисабайо | DNF        |
| 159        | Моис Мугиша     | DNF        |

| Таиланд THA | Таиланд THA            | Таиланд THA |
| ----------- | ---------------------- | ----------- |
| №           | Гонщик                 | Место       |
| 160         | Пеерапол Чавчиангкванг | DNF         |
| 161         | Саравут Сириронначай   | DNF         |

| Сербия SRB | Сербия SRB | Сербия SRB |
| ---------- | ---------- | ---------- |
| №          | Гонщик     | Место      |
| 162        | Огнен Илич | DNF        |

| Гонконг HKG | Гонконг HKG | Гонконг HKG |
| ----------- | ----------- | ----------- |
| №           | Гонщик      | Место       |
| 163         | Цай Ху Фэн  | DNF         |

| Китай CHN | Китай CHN       | Китай CHN |
| --------- | --------------- | --------- |
| №         | Гонщик          | Место     |
| 164       | Бикен Назарбике | DNF       |
| 165       | Лю Сяньцзинь    | DNF       |

| Республика Корея KOR | Республика Корея KOR | Республика Корея KOR |
| -------------------- | -------------------- | -------------------- |
| №                    | Гонщик               | Место                |
| 166                  | Чонг Гу Чанг         | DNF                  |

| Монако MON | Монако MON    | Монако MON |
| ---------- | ------------- | ---------- |
| №          | Гонщик        | Место      |
| 167        | Антуан Берлин | DNF        |

| Мальта MLT | Мальта MLT      | Мальта MLT |
| ---------- | --------------- | ---------- |
| №          | Гонщик          | Место      |
| 168        | Даниэль Бонелло | DNF        |

| Ватикан VAT | Ватикан VAT  | Ватикан VAT |
| ----------- | ------------ | ----------- |
| №           | Гонщик       | Место       |
| 169         | Рин Схурхёйс | DNF         |

| Франция FRA | Франция FRA      | Франция FRA |
| ----------- | ---------------- | ----------- |
| №           | Гонщик           | Место       |
| 1           | Жюлиан Алафилипп | 51-й        |
| 2           | Бенуа Конфруа    | 26-й        |
| 3           | Бруно Армирайл   | DNF         |
| 4           | Кристоф Лапорт   | 2-й         |
| 5           | Флориан Сенешаль | 90-й        |
| 6           | Павел Сиваков    | 101-й       |
| 7           | Квентин Пачер    | 80-й        |
| 8           | Ромен Барде      | 22-й        |
| 9           | Валантен Мадуа   | 29-й        |

| Эквадор ECU | Эквадор ECU      | Эквадор ECU |
| ----------- | ---------------- | ----------- |
| №           | Гонщик           | Место       |
| 10          | Джонатан Нарваэс | 32-й        |

| Бельгия BEL | Бельгия BEL       | Бельгия BEL |
| ----------- | ----------------- | ----------- |
| №           | Гонщик            | Место       |
| 11          | Яспер Стёйвен     | 47-й        |
| 12          | Натан Ван Хойдонк | 43-й        |
| 13          | Питер Серри       | DNF         |
| 14          | Квинтен Херманс   | 34-й        |
| 15          | Ремко Эвенепул    | 1-й         |
| 16          | Стан Девулф       | 98-й        |
| 17          | Ваут Ван Арт      | 4-й         |
| 18          | Ив Лампарт        | 48-й        |

| Испания ESP | Испания ESP         | Испания ESP |
| ----------- | ------------------- | ----------- |
| №           | Гонщик              | Место       |
| 19          | Эдуард Прадес       | 87-й        |
| 20          | Гоцон Мартин        | DNF         |
| 21          | Иван Гарсия Кортина | 11-й        |
| 22          | Хесус Эскерра       | 75-й        |
| 23          | Марк Солер          | 82-й        |
| 24          | Ойер Лазкано        | DNF         |
| 25          | Роджер Адриа        | 77-й        |
| 26          | Урко Берраде        | DNF         |

| Нидерланды NED | Нидерланды NED    | Нидерланды NED |
| -------------- | ----------------- | -------------- |
| №              | Гонщик            | Место          |
| 27             | Бауке Моллема     | 25-й           |
| 28             | Дан Хооле         | 99-й           |
| 29             | Дилан Ван Барле   | 27-й           |
| 30             | Ян Маас           | 61-й           |
| 31             | Матье Ван дер Пул | DNF            |
| 32             | Паскаль Энкхорн   | 28-й           |
| 33             | Тако Ван дер Хорн | DNF            |
| 34             | Ваут Пулс         | 81-й           |

| Словения SLO | Словения SLO  | Словения SLO |
| ------------ | ------------- | ------------ |
| №            | Гонщик        | Место        |
| 35           | Давид Пер     | DNF          |
| 36           | Домен Новак   | DNF          |
| 37           | Яка Приможич  | 68-й         |
| 38           | Ян Поланц     | 30-й         |
| 39           | Ян Тратник    | 12-й         |
| 40           | Тадей Погачар | 19-й         |

| Дания DEN | Дания DEN             | Дания DEN |
| --------- | --------------------- | --------- |
| №         | Гонщик                | Место     |
| 41        | Александер Камп       | 57-й      |
| 42        | Антон Чармиг          | 70-й      |
| 43        | Якоб Фульсанг         | 56-й      |
| 44        | Магнус Корт Нильсен   | 35-й      |
| 45        | Маттиас Скельмосе     | 10-й      |
| 46        | Микаэль Мёркёв        | 55-й      |
| 47        | Миккель Бьерг         | 92-й      |
| 48        | Миккель Фролих Хоноре | 15-й      |

| Великобритания GBR | Великобритания GBR | Великобритания GBR |
| ------------------ | ------------------ | ------------------ |
| №                  | Гонщик             | Место              |
| 49                 | Бен Свифт          | 79-й               |
| 50                 | Бен Талэтт         | 14-й               |
| 51                 | Бен Тёрнер         | 100-й              |
| 52                 | Коннор Свифт       | 103-й              |
| 53                 | Итан Хейтер        | 9-й                |
| 54                 | Фред Райт          | 53-й               |
| 55                 | Джейк Стюарт       | 102-й              |
| 56                 | Люк Роу            | DNF                |

| Колумбия COL | Колумбия COL          | Колумбия COL |
| ------------ | --------------------- | ------------ |
| №            | Гонщик                | Место        |
| 57           | Харольд Техада        | DNF          |
| 58           | Хуан Себастьян Молано | DNF          |
| 59           | Наиро Кинтана         | 66-й         |
| 60           | Родриго Контрерас     | DNF          |
| 61           | Серхио Игита          | 31-й         |
| 62           | Уилсон Пенья Молано   | 93-й         |

| Австралия AUS | Австралия AUS    | Австралия AUS |
| ------------- | ---------------- | ------------- |
| №             | Гонщик           | Место         |
| 63            | Бен О’Коннор     | DNF           |
| 64            | Хайнрих Хаусслер | 67-й          |
| 65            | Джей Хиндли      | 49-й          |
| 66            | Лукас Плапп      | DNF           |
| 67            | Люк Дарбридж     | DNF           |
| 68            | Майкл Мэттьюс    | 3-й           |
| 69            | Николас Шульц    | 91-й          |
| 70            | Саймон Кларк     | 50-й          |

| Италия ITA | Италия ITA          | Италия ITA |
| ---------- | ------------------- | ---------- |
| №          | Гонщик              | Место      |
| 71         | Альберто Беттиоль   | 8-й        |
| 72         | Андреа Баджоли      | 46-й       |
| 73         | Давиде Баллерини    | 63-й       |
| 74         | Эдоардо Аффини      | DNF        |
| 75         | Лоренцо Рота        | 13-й       |
| 76         | Маттео Трентин      | 5-й        |
| 77         | Никола Кончи        | 33-й       |
| 78         | Самуэле Баттистелла | 85-й       |

| Швейцария SUI | Швейцария SUI    | Швейцария SUI |
| ------------- | ---------------- | ------------- |
| №             | Гонщик           | Место         |
| 79            | Фабиан Линхард   | 89-й          |
| 80            | Мауро Шмид       | 17-й          |
| 81            | Сильван Дилье    | 38-й          |
| 82            | Симон Пелло      | 88-й          |
| 83            | Стефан Биссеггер | DNF           |
| 84            | Штефан Кюнг      | 20-й          |

| Норвегия NOR | Норвегия NOR        | Норвегия NOR |
| ------------ | ------------------- | ------------ |
| №            | Гонщик              | Место        |
| 85           | Александер Кристофф | 6-й          |
| 86           | Андерс Скорсетх     | 41-й         |
| 87           | Андреас Лекнесунд   | 94-й         |
| 88           | Расмус Тиллер       | 16-й         |
| 89           | Свен Эрик Бюстрём   | 37-й         |
| 90           | Тобиас Фосс         | 84-й         |

| Германия GER | Германия GER     | Германия GER |
| ------------ | ---------------- | ------------ |
| №            | Гонщик           | Место        |
| 91           | Георг Циммерман  | DNF          |
| 92           | Янник Штаймле    | 72-й         |
| 93           | Йонас Кох        | DNF          |
| 94           | Мигель Хайдеманн | DNF          |
| 95           | Нико Денц        | DNF          |
| 96           | Никиас Арндт     | 52-й         |

| Эритрея ERI | Эритрея ERI            | Эритрея ERI |
| ----------- | ---------------------- | ----------- |
| №           | Гонщик                 | Место       |
| 97          | Амануэль Гебрезгабихир | DNF         |
| 98          | Биньям Гирмай          | 54-й        |
| 99          | Хенок Мулубрхан        | DNF         |
| 100         | Мерхави Кудус          | 69-й        |
| 101         | Меткель Эйоб           | DNF         |
| 102         | Натнаэль Тесфацион     | DNF         |

| США USA | США USA         | США USA |
| ------- | --------------- | ------- |
| №       | Гонщик          | Место   |
| 103     | Киган Суэнсон   | 73-й    |
| 104     | Кайл Мёрфи      | DNF     |
| 105     | Магнус Шеффилд  | 78-й    |
| 106     | Нильсон Паулесс | 18-й    |
| 107     | Скотт Макгилл   | 86-й    |

| Португалия POR | Португалия POR     | Португалия POR |
| -------------- | ------------------ | -------------- |
| №              | Гонщик             | Место          |
| 108            | Иву Оливейра       |                |
| 109            | Жуан Педру Алмейда |                |
| 110            | Нелсон Оливейра    |                |
| 111            | Руи Оливейра       |                |

| ЮАР RSA | ЮАР RSA             | ЮАР RSA |
| ------- | ------------------- | ------- |
| №       | Гонщик              | Место   |
| 112     | Дэрил Импи          | 74-й    |
| 113     | Густав Бассон       | DNF     |
| 114     | Марк Оливер Притцен | DNF     |

| Канада CAN | Канада CAN        | Канада CAN |
| ---------- | ----------------- | ---------- |
| №          | Гонщик            | Место      |
| 115        | Дерек Джи         | DNF        |
| 116        | Маттео Даль-Чин   | DNF        |
| 117        | Николас Жуковский | 36-й       |
| 118        | Пьер-Андре Коте   | DNF        |

| Новая Зеландия NZL | Новая Зеландия NZL | Новая Зеландия NZL |
| ------------------ | ------------------ | ------------------ |
| №                  | Гонщик             | Место              |
| 119                | Джеймс Фоуч        |                    |

| Польша POL | Польша POL            | Польша POL |
| ---------- | --------------------- | ---------- |
| №          | Гонщик                | Место      |
| 120        | Лукаш Овсян           | 96-й       |
| 121        | Мацей Боднар          | DNF        |
| 122        | Станислав Аниолковски | 76-й       |

| Чехия CZE | Чехия CZE      | Чехия CZE |
| --------- | -------------- | --------- |
| №         | Гонщик         | Место     |
| 123       | Ян Хирт        | DNF       |
| 124       | Михаэль Кукрле | 59-й      |
| 125       | Зденек Штыбар  | 42-й      |

| Австрия AUT | Австрия AUT         | Австрия AUT |
| ----------- | ------------------- | ----------- |
| №           | Гонщик              | Место       |
| 126         | Феликс Галль        | 97-й        |
| 127         | Себастьян Шёнбергер | 40-й        |
| 128         | Тобиас Байер        | 62-й        |

| Казахстан KAZ | Казахстан KAZ   | Казахстан KAZ |
| ------------- | --------------- | ------------- |
| №             | Гонщик          | Место         |
| 129           | Алексей Луценко | 24-й          |
| 130           | Вадим Пронский  | DNF           |
| 131           | Юрий Натаров    | DNF           |

| Латвия LAT | Латвия LAT     | Латвия LAT |
| ---------- | -------------- | ---------- |
| №          | Гонщик         | Место      |
| 132        | Эмилс Лиепиньш | 58-й       |

| Люксембург LUX | Люксембург LUX  | Люксембург LUX |
| -------------- | --------------- | -------------- |
| №              | Гонщик          | Место          |
| 133            | Боб Юнгельс     | 45-й           |
| 134            | Колин Хедершейд | DNF            |
| 135            | Кевин Генитц    | 21-й           |
| 136            | Люк Виртген     | 95-й           |

| Венгрия HUN | Венгрия HUN    | Венгрия HUN |
| ----------- | -------------- | ----------- |
| №           | Гонщик         | Место       |
| 137         | Аттила Вальтер | 23-й        |

| Украина UKR | Украина UKR         | Украина UKR |
| ----------- | ------------------- | ----------- |
| №           | Гонщик              | Место       |
| 138         | Виталий Новаковский | DNF         |
| 139         | Виталий Буц         | DNF         |

| Аргентина ARG | Аргентина ARG      | Аргентина ARG |
| ------------- | ------------------ | ------------- |
| №             | Гонщик             | Место         |
| 140           | Эдуардо Сепульведа | 71-й          |

| Словакия SVK | Словакия SVK  | Словакия SVK |
| ------------ | ------------- | ------------ |
| №            | Гонщик        | Место        |
| 141          | Юрай Саган    | DNF          |
| 142          | Марек Канецки | 65-й         |
| 143          | Матуш Шточек  | 64-й         |
| 144          | Петер Саган   | 7-й          |

| Монголия MGL | Монголия MGL             | Монголия MGL |
| ------------ | ------------------------ | ------------ |
| №            | Гонщик                   | Место        |
| 145          | Билгуунджаргал Эрдэнэбат | DNF          |
| 146          | Джамбальямц Сайнбаяр     | DNF          |

| Япония JPN | Япония JPN   | Япония JPN |
| ---------- | ------------ | ---------- |
| №          | Гонщик       | Место      |
| 147        | Юкия Арасиро | 39-й       |

| Литва LTU | Литва LTU        | Литва LTU |
| --------- | ---------------- | --------- |
| №         | Гонщик           | Место     |
| 148       | Венантас Лашинис | DNF       |

| Швеция SWE | Швеция SWE        | Швеция SWE |
| ---------- | ----------------- | ---------- |
| №          | Гонщик            | Место      |
| 149        | Тобиас Людвигссон | DNF        |

| Панама PAN | Панама PAN       | Панама PAN |
| ---------- | ---------------- | ---------- |
| №          | Гонщик           | Место      |
| 150        | Боливар Эспиноса | DNF        |
| 151        | Кристофер Хурадо | DNF        |

| Греция GRE | Греция GRE       | Греция GRE |
| ---------- | ---------------- | ---------- |
| №          | Гонщик           | Место      |
| 152        | Георгиос Боуглас | DNF        |

| Марокко MAR | Марокко MAR    | Марокко MAR |
| ----------- | -------------- | ----------- |
| №           | Гонщик         | Место       |
| 153         | Ахраф Эд Догми | DNF         |

| Израиль ISR | Израиль ISR | Израиль ISR |
| ----------- | ----------- | ----------- |
| №           | Гонщик      | Место       |
| 154         | Гай Сагив   | DNF         |

| Узбекистан UZB | Узбекистан UZB      | Узбекистан UZB |
| -------------- | ------------------- | -------------- |
| №              | Гонщик              | Место          |
| 155            | Муроджон Халмуратов | DNF            |

| Турция TUR | Турция TUR   | Турция TUR |
| ---------- | ------------ | ---------- |
| №          | Гонщик       | Место      |
| 156        | Мустафа Саяр | DNF        |

| Бразилия BRA | Бразилия BRA    | Бразилия BRA |
| ------------ | --------------- | ------------ |
| №            | Гонщик          | Место        |
| 157          | Николас Сесслер | DNF          |

| Руанда RWA | Руанда RWA      | Руанда RWA |
| ---------- | --------------- | ---------- |
| №          | Гонщик          | Место      |
| 158        | Эрик Манисабайо | DNF        |
| 159        | Моис Мугиша     | DNF        |

| Таиланд THA | Таиланд THA            | Таиланд THA |
| ----------- | ---------------------- | ----------- |
| №           | Гонщик                 | Место       |
| 160         | Пеерапол Чавчиангкванг | DNF         |
| 161         | Саравут Сириронначай   | DNF         |

| Сербия SRB | Сербия SRB | Сербия SRB |
| ---------- | ---------- | ---------- |
| №          | Гонщик     | Место      |
| 162        | Огнен Илич | DNF        |

| Гонконг HKG | Гонконг HKG | Гонконг HKG |
| ----------- | ----------- | ----------- |
| №           | Гонщик      | Место       |
| 163         | Цай Ху Фэн  | DNF         |

| Китай CHN | Китай CHN       | Китай CHN |
| --------- | --------------- | --------- |
| №         | Гонщик          | Место     |
| 164       | Бикен Назарбике | DNF       |
| 165       | Лю Сяньцзинь    | DNF       |

| Республика Корея KOR | Республика Корея KOR | Республика Корея KOR |
| -------------------- | -------------------- | -------------------- |
| №                    | Гонщик               | Место                |
| 166                  | Чонг Гу Чанг         | DNF                  |

| Монако MON | Монако MON    | Монако MON |
| ---------- | ------------- | ---------- |
| №          | Гонщик        | Место      |
| 167        | Антуан Берлин | DNF        |

| Мальта MLT | Мальта MLT      | Мальта MLT |
| ---------- | --------------- | ---------- |
| №          | Гонщик          | Место      |
| 168        | Даниэль Бонелло | DNF        |

| Ватикан VAT | Ватикан VAT  | Ватикан VAT |
| ----------- | ------------ | ----------- |
| №           | Гонщик       | Место       |
| 169         | Рин Схурхёйс | DNF         |

- DNF — не финишировал

## Маршрут
Старт гонки располагался в городе Хеленсбург, примерно в 30 км к северу от Вуллонгонга. Поле старта сначала нужно было преодолеть примерно 25-километровый отрезок вдоль побережья Тихого океана до Вуллонгонга. Затем следовала 34-километровая петля с подъёмом на гору Маунт-Кейра (длина 8,7 км со средним градиентом 5% и максимальным 15%). После этого предстояло преодолеть основной круг гонки расположенный внутри Вуллонгонга 12 раз. Протяжённость круга составляла 17,7 км. Он включал подъём на гору Маунт-Плезант (длина 1,1 км со средним градиентом 7,7% и максимальным 14%) и 33 поворота, суммарный набор высоты на круге составлял более 220 м.
Общая протяжённость дистанции составила 266,9 км с суммарным набором высоты 3945 м.

## Ход гонки
Заключительная часть гонки в основном была отмечена последовательными атаками молодого бельгийца Ремко Эвенепула. Первая атака в его исполнении состоялась на подъёме за 59 км до финиша. Её сумело поддержать около двадцати гонщиков. Через три километра на равнинном участке Эвенепул проводит вторую атаку, но ему не удаётся сбежать от соперников. Третья атака увенчалась успехом. Разогнавшись на равнине незадолго до пересечения очередной линии финиша за два круга (35 км) до финиша. Поддержать его атаку сумел только казахстанец Алексей Луценко. Разрыв между дуэтом лидеров и преследователями постепенно увеличивается. На подъёме в 26 км до финиша Ремко Эвенепул сумел скинуть Алексея Луценко. Бельгиец продолжил наращивать своё преимущество, увеличивая отрыв. За ним следовала группа из четырёх человек, в которую помимо Алексея Луценко входили итальянец Лоренцо Рота, датчанин Маттиас Скельмосе Йенсен, швейцарец Мауро Шмид. 
Незадолго до финиша четвёрку гонщиков догонал и обгонал словенец Ян Тратник, у которого появилась надежда занять второе место. Однако пелотон догнал его примерно за 500 метров финиша и разыграл второе место в групповом финише. Удачливее всех стал француз Кристоф Лапорт который выиграл спринт и завоевал серебряную медаль, опередив австралийца Майкла Мэттьюса. Победитель гонки Ремко Эвенепул опередил пелотон на 2 мин и 20 сек. Двукратный и действующий чемпион мира Жулиан Алафилипп финишировал спустя 3 минуты.

## Результаты
| \| Генеральная классификация \| Генеральная классификация \| Генеральная классификация \| Генеральная классификация \| Генеральная классификация \| \| Гонщик \| Гонщик \| Команда \| Время \| \| \| ------------------------- \| ------------------------- \| ------------------------- \| ------------------------- \| ------------------------- \| \| 1-й \| Ремко Эвенепул \| Бельгия \| 6ч 16' 08 \| \| \| 2-й \| Кристоф Лапорт \| Франция \| + 2' 21 \| \| \| 3-й \| Майкл Мэттьюс \| Австралия \| + 2' 21 \| \| \| 4-й \| Ваут Ван Арт \| Бельгия \| + 2' 21 \| \| \| 5-й \| Маттео Трентин \| Италия \| + 2' 21 \| \| \| 6-й \| Александер Кристофф \| Норвегия \| + 2' 21 \| \| \| 7-й \| Петер Саган \| Словакия \| + 2' 21 \| \| \| 8-й \| Альберто Беттиоль \| Италия \| + 2' 21 \| \| \| 9-й \| Итан Хейтер \| Великобритания \| + 2' 21 \| \| \| 10-й \| Маттиас Скельмосе \| Дания \| + 2' 21 \| \| \| 11-й \| Иван Гарсия Кортина \| Испания \| + 2' 21 \| \| \| 12-й \| Ян Тратник \| Словения \| + 2' 21 \| \| \| 13-й \| Лоренцо Рота \| Италия \| + 2' 21 \| \| \| 14-й \| Бен Талэтт \| Великобритания \| + 2' 21 \| \| \| 15-й \| Миккель Фролих Хоноре \| Дания \| + 2' 21 \| \| \| 16-й \| Расмус Тиллер \| Норвегия \| + 2' 21 \| \| \| 17-й \| Мауро Шмид \| Швейцария \| + 2' 21 \| \| \| 18-й \| Нильсон Паулесс \| США \| + 2' 21 \| \| \| 19-й \| Тадей Погачар \| Словения \| + 2' 21 \| \| \| 20-й \| Штефан Кюнг \| Швейцария \| + 2' 21 \| \| |                       |                |           |
| |                       |                |           |
| Источник: ProCyclingStats |                       |                |           |
| Генеральная классификация |                       |                |           |
| Гонщик | Гонщик                | Команда        | Время     |
| 1-й | Ремко Эвенепул        | Бельгия        | 6ч 16' 08 |
| 2-й | Кристоф Лапорт        | Франция        | + 2' 21   |
| 3-й | Майкл Мэттьюс         | Австралия      | + 2' 21   |
| 4-й | Ваут Ван Арт          | Бельгия        | + 2' 21   |
| 5-й | Маттео Трентин        | Италия         | + 2' 21   |
| 6-й | Александер Кристофф   | Норвегия       | + 2' 21   |
| 7-й | Петер Саган           | Словакия       | + 2' 21   |
| 8-й | Альберто Беттиоль     | Италия         | + 2' 21   |
| 9-й | Итан Хейтер           | Великобритания | + 2' 21   |
| 10-й | Маттиас Скельмосе     | Дания          | + 2' 21   |
| 11-й | Иван Гарсия Кортина   | Испания        | + 2' 21   |
| 12-й | Ян Тратник            | Словения       | + 2' 21   |
| 13-й | Лоренцо Рота          | Италия         | + 2' 21   |
| 14-й | Бен Талэтт            | Великобритания | + 2' 21   |
| 15-й | Миккель Фролих Хоноре | Дания          | + 2' 21   |
| 16-й | Расмус Тиллер         | Норвегия       | + 2' 21   |
| 17-й | Мауро Шмид            | Швейцария      | + 2' 21   |
| 18-й | Нильсон Паулесс       | США            | + 2' 21   |
| 19-й | Тадей Погачар         | Словения       | + 2' 21   |
| 20-й | Штефан Кюнг           | Швейцария      | + 2' 21   |